# 艾普莱尼
艾普莱尼，是匈牙利维斯普雷姆州所辖的一个村，总面积8.28平方公里，总人口532，人口密度64.3人/平方公里（2010年1月1日）。